# Pelecopsis capitata
Pelecopsis capitata är en spindelart som först beskrevs av Simon 1884.  Pelecopsis capitata ingår i släktet Pelecopsis och familjen täckvävarspindlar.
Artens utbredningsområde är Frankrike. Inga underarter finns listade i Catalogue of Life.